# Peter Ruhenstroth-Bauer
Peter Ruhenstroth-Bauer (* 30. Mai 1956 in Bonn) ist ein deutscher Jurist und Politiker (SPD). Von 2017 bis 2025 war er Geschäftsführer der UNO-Flüchtlingshilfe in Bonn.

## Ausbildung und Beruf
Nach dem Abitur im Jahr 1976 studierte Ruhenstroth-Bauer bis 1983 in Bonn Politische Wissenschaft und Rechtswissenschaft. 1987 legte er sein zweites juristisches Staatsexamen ab. In den Jahren 1987 bis 1991 war er zunächst Redakteur und dann Studioleiter der Hörfunkagentur „RADIO-DIENST-BONN“. 1992 wechselte er in die Vertretung des Saarlandes beim Bund in Bonn, seit 1996 als Dienststellenleiter, ab 1998 beauftragt mit der Wahrnehmung der Geschäfte als Bevollmächtigter des Saarlandes beim Bund. Im Jahr 1998, bei Antritt der rot-grünen Bundesregierung, wurde er unter Uwe-Karsten Heye, dem damaligen Regierungssprecher und Chef des Presse- und Informationsamtes der Bundesregierung, mit der Amtsbezeichnung Ministerialdirektor zum stellvertretenden Chef des Presse- und Informationsamtes der Bundesregierung berufen.
Nach den Bundestagswahlen 2002 ernannte ihn Bundesministerin Renate Schmidt zum beamteten Staatssekretär im Bundesministerium für Familie, Senioren, Frauen und Jugend. Aus diesem Amt schied er mit dem Amtsantritt von Bundesministerin Ursula von der Leyen Ende 2005 aus. Bis 2017 war Ruhenstroth-Bauer als Rechtsanwalt in eigener Kanzlei als Kommunikations- und Strategieberater tätig. Bei den Kommunalwahlen in Nordrhein-Westfalen 2015 trat er als SPD-Kandidat für das Amt des Oberbürgermeisters von Bonn an, unterlag aber am 13. September 2015 mit 23,68 % der abgegebenen gültigen Stimmen im ersten Wahlgang Ashok-Alexander Sridharan (CDU). Von April 2017 bis Mai 2025 war er Geschäftsführer der UNO-Flüchtlingshilfe in Bonn. Ruhenstroth-Bauer ist verheiratet und hat vier Söhne.

## Lehre
2007/08 war er Lehrbeauftragter für Politische Kommunikation/Regierungskommunikation an der Universität Koblenz-Landau. Seit 2008/09 ist er Lehrbeauftragter der Hochschule Magdeburg-Stendal im Fachbereich Journalistik/Medienmanagement und Lehrbeauftragter an der Universität Potsdam im Fachbereich Verwaltung/Organisation.

## Ehrenämter
- Seit 2023: Vorstandsvorsitzender von „Gesicht Zeigen! – Für ein weltoffenes Deutschland e.V.“[6]
- 2007–2012: ehrenamtlicher Vorsitzender des Berliner Beirats für Familienfragen
- seit 2008: Beiratsmitglied der Initiative Pro Dialog e.V.
- 2009: Gründungsmitglied des Kreativpakt e.V.[7]
- 2015 ehrenamtliches Mitglied im Familienbeirat des Landes NRW
- seit 2016: Ehrenamtliches Mitglied im Beirat der Willi-Eichler-Bildungsakademie[8]